# Wifried I
Wifried I, genoemd de Harige (Catalaans: Guifré el Pelós, Spaans: Vifredo el Velloso, ook Wilfredo, Wifredo, Guifredo, of Guilfredo), (ca. 850 - omgeving Barcelona, 11 augustus 897) was graaf van Barcelona en omliggende graafschappen. Wifried wordt gezien als de grondlegger van de Catalaanse natie. Volgens de legende is de Catalaanse vlag (rood-geel gestreept) ontstaan toen Wifried tijdens een veldslag met zijn bebloede vingers over een geel schild streek. Zijn bijnaam is een bewuste woordspeling op de bijnaam van Karel de Kale.
Wifried was feitelijk graaf van Urgell en Cerdanya in 870. In 873 stichtte hij samen met andere edelen een Mariakerk te Formiguères. Rond 886 besloot hij het kasteel van Cardona, een versterking aan de oevers van de Cardener, bij Cardona, een belangrijke zoutwinning weder op te bouwen. Wifried steunde Karel de Kale tegen Bernhard van Septimanië en werd als dank in 878 formeel bevestigd in zijn graafschappen, en werd daarbij ook graaf van Barcelona, Gerona en Besalú. In 886 werd hij ook graaf van Osona en in 887 koloniseerde hij het gebied rondom Vic, en stelde het bisdom opnieuw in. In 885 stichtte Wifried de abdij van Sant Joan de les Abadesses, waar zijn dochter abdis werd, en hij stichtte het klooster van Santa Maria van Ripoll.
De toenemende macht van Wifried leidde tot spanningen met de lokale moslim-heersers. In 897 viel Wifried Lerida aan maar werd met grote verliezen terug gedreven. Bij een tegenaanval werd Wifried tijdens de verdediging van Barcelona gedood. Hij werd begraven in het klooster van Santa Maria van Ripoll. De afbrokkeling van het koninklijk gezag in West-Francië leidde ertoe dat Wifried zelf zijn graafschappen verdeelde onder zijn zoons en daarmee de bestuursfuncties in de omgeving van Barcelona erfelijk maakte.
Wifried was gehuwd met Guinehilde. Traditioneel wordt in haar een dochter van Boudewijn I van Vlaanderen gezien maar tegenwoordig wordt ervan uitgegaan dat ze van lokale adel was. Ze kregen de volgende kinderen:
- Emma (-942), abdis van San Juan van Ripoll
- Rudolf (-940), abt van Ripoll, bisschop van Urgell
- Wifried II Borell (-911), vermoord in het klooster van Ripoll
- Miro, graaf van Cerdagne en van Urgell.
- Sunifried I (-948)
- Sunyer (- 15 oktober 954), met zijn broer graaf van Barcelona, Gerona en Osona. Na 911 alleen graaf in deze graafschappen. Volgt in 948 zijn broer Sunifried op als graaf van Urgell
- Ermesinde (- na 13 juni 921)
- Cixilona (- kapel van Torres de la Garriga, 22 februari 945) non
- Riquilda (- voor 19 april 925)

- Catàleg d'autoritats de noms i títols de Catalunya: 981058515160006706
- Gemeinsame Normdatei: 11914879X
- International Standard Name Identifier: 0000 0000 3451 051X
- Library of Congress Control Number: n90630148
- Nederlandse Thesaurus van Auteursnamen: 304296287
- Système universitaire de documentation: 094948917
- Virtual International Authority File: 77119299
- WorldCat: E39PBJwtrQ99DqXty9VDHVTj4q